# Futian
För andra betydelser, se Futian (olika betydelser).
Futian är ett stadsdistrikt i den subprovinsiella staden Shenzhen i provinsen Guangdong i sydöstra Kina. Befolkningen uppgick till 1 553 225 vid folkräkningen 2020 Futian är säte för stadsfullmäktige och är även stadens centrala affärsdistrikt.  I söder utgör Sham Chun River gräns mellan Futian och Hongkong. Det finns två gränsövergångar i Futian.

## Administrativ indelning
Futian är indelat i tio stadsdelsdistrikt (jiedao).
- Fubao (福保街道)
- Futian (福田街道)
- Huafu (华富街道)
- Huaqiangbei (华强北街道)
- Lianhua (莲花街道)
- Meilin (梅林街道)
- Nanyuan (南园街道)
- Shatou (沙头街道)
- Xiangmihu (香蜜湖街道)
- Yuanling (园岭街道)